# Задорожняк Василь Григорович
Василь Григорович Задорожняк (нар. 22 березня 1962, Юрківці, Заставнівський район) — радянський та український футболіст, півзахисник. Один з найкращих футболістів «Буковини» періоду «золотого покоління», за що отримав від вболівальників прізвисько «буковинський Платіні». Протягом кар'єри провів за «Буковину» понад 250 матчів в чемпіонатах СРСР та України

## Біографія
Народився 22 березня 1962 року в селі Юрківці Заставнівського району Чернівецької області. Після повернення з армії виступав за команду гумовзуттєвого заводу. Разом з ним грало багато футболістів, які у різні часи одягали футболку чернівецької «Буковини» та інших команд майстрів. Це Дмитро Білоус, Володимир Гармаш, Юрій Ілюк, Олександр Костюк. Тренували колектив ГВЗ Ігор Калита та Алік Вайнер. Цьому колективові вдалося виграти чемпіонат Чернівецької області.
Наприкінці сезону 1983 року Василя запросив до чернівецької «Буковини» її тодішній тренер Олександр Павленко. У 1985 році Василь залишив «Буковину», не догравши до кінця чемпіонату. Як згадував сам футболіст: «Мене було звинувачено у тому, що я, так би мовити, „сачкую“. Насправді ж у мене була травма коліна, в якому збиралася рідина. Одного разу під час тренування я сказав, що не можу займатися, і повинен підлікуватися. На що мені було сказано, мовляв, я уникаю тренувань. Я образився і вирішив за чернівецьку команду більше не грати».
Новий сезон 1986 року Задорожняк розпочав у херсонському «Кристалі», що також грав у Другій лізі СРСР. У «Кристалі» Василь провів два вдалих сезони та був капітаном херсонської команди.
Напередодні сезону 1988 новий тренер херсонського «Кристала» Павло Садирін запропонував буковинцеві залишитися в його команді і пограти у херсонській команді рік, а потім вирушити з ним до іменитішого колективу, проте Задорожняк відмовився. Згодом Павло Федорович очолив московський ЦСКА і зробив цю команду чемпіоном СРСР. «Коли Садирін приїхав у Херсон, то мені йшов 26 рік. Це, вважаю, період найбільшого розквіту футболіста. Тож думаю, міг би закріпитися в складі армійського клубу. Якщо б довелося знову починати спортивне життя, обов'язково послухався б Садиріна», — зазначив згодом Василь.
Крім того Василем цікавилися миколаївський «Суднобудівник», сімферопольська «Таврія», та навіть тренер команди вищої союзної ліги «Металіст» (Харків) Євген Лемешко, але футболіст повернувся до рідної «Буковини» — тодішній начальник чернівецької команди Володимир Сакалов регулярно телефонував Василеві і той ще не розрахувавшись у Херсоні подався у Чернівці і вирушив з «Буковиною» до Румунії, після чого отримав пропозицію залишитися у чернівецькій команді. У тому ж сезоні 1988 року «Буковина» стала переможницею шостої зони другої союзної ліги і вийшла до перехідного турніру, де у вирішальному матчі у Воронежі з рахунком 0:2 поступилась місцевому «Факелу». Крім того, в цьому сезоні Василь зіграв проти свого молодшого брата Сергія, який виступав за херсонський «Кристал». Тоді чернівчани зуміли забити два м'ячі у ворота досвідченого голкіпера Віктора Консевича, який найбільш відомий за виступами у дніпропетровському «Дніпрі».
Через два роки за підсумками сезону 1990 року чернівецька «Буковина» виграла західну зону Другої ліги і зуміла здобути путівку в першу союзну лігу. Вагомий внесок в успіх чернівчан зробив Василь, який того сезону забив десять голів. У дебютному сезоні (останній у союзному чемпіонаті) у першій лізі «Буковина» посіла високе, як для новачка, п'яте місце. Після розпаду СРСР «Буковина» була включена до новоствореної Вищої ліги України, де Задорожняк дебютував 7 березня 1992 року в матчі проти тернопільської «Ниви» (2:1). Всього в тому сезоні провів за буковинців у елітному українському дивізіоні 13 матчів і забив три голи.
1993 року партнера Задорожняка по «Буковині» Віктора Олійника запрошували до болгарської команди «Хасково» і він запропонував Василю поїхати разом з ним. Разом із ними поїхав ще один гравець чернівчан Юрій Гій. Проте Задорожняк зіграв там лише дві гри на Кубок Болгарії, після чого через конфлікт покинув клуб.
У другій половині 1993 року грав у клубі «Лада» (Чернівці) в аматорському чемпіонаті України.
Напередодні ігор другого кола чемпіонату 1993/94 Василь Задорожняк повернувся в рідну «Буковину». Проте 25 травня 1994 року у домашньому матчі чернівчан із запорізьким «Металургом» Василь зазнав важкої травми і не зміг допомогти команді врятувати місце в еліті. Загалом провів у Вищій лізі України 33 матчі і забив 7 голів.
Повернувшись на поле у жовтні 1994 року, футболіст продовжив виступати за клуб у Першій лізі, а також у листопаді провів дві гри за «Лада» (Чернівці), що виступала у Третій лізі. У «Буковині» ж грав до вересня 1995 року, після чого через конфлікт знову покинув команду. Як заявив футболіст «у перерві матчу „Буковина“ — „Скала“ мене звинувачують у тому, що я, мовляв, не щільно граю зі своїми опонентами. Було образливо, і я погарячкував: за п'ять хвилин пішов з „Буковини“. Після цього дві доби не виходив з дому. Звичайно, були телефонні дзвінки, мовляв, на тебе розраховуємо, повертайся, але я не погодився. Так і завершилася моя кар'єра у „Буковині“».
Згодом недовго виступав регіональній лізі в Німеччині за команду «Люнен».
Після завершення футбольної кар’єри працював директором Заставнівської ДЮСШ. Деякий час допомагав Миколі Осадцю у ФК «Університет», а також був головою Заставнівської районної федерації футболу. Також Василь створив ФК «Заставна», де виступали кращі юнаки району, а також досвідчені футболісти Василь Мудрей, Олег Бурчак, Сергій Темерівський, Олег Керстенюк, Григорій Токар, Дмитро Гордей, Олександр Бужак..

## Досягнення
- Переможець Чемпіонату УРСР (1) : 1988.
- Переможець Другої ліги СРСР (1): 1990.
- Срібний призер Чемпіонату УРСР (1) : 1989.
- Срібний призер Першої ліги України (1) : 1995/96.